# Parafia Ewangelicko-Augsburska w Koninie
Parafia Ewangelicko-Augsburska w Koninie – ewangelicko-augsburska parafia w Koninie, należąca do diecezji pomorsko-wielkopolskiej. Mieści się przy ulicy Dąbrowskiego. W 2018 liczyła około 100 wiernych.

## Historia
Osadnictwo ewangelickie w Koninie sięga przełomu XVIII i XIX wieku. Byli to rzemieślnicy i rolnicy pochodzący z terenów Europy Zachodniej, podejmujący pracę na terenie miasta.
W 1821 zakupiony został budynek drewnianego kościoła, a w 1826 została utworzona samodzielna parafia ewangelicka w Koninie. Budynek plebanii został poświęcony w 1840, sześć lat później założony został cmentarz wyznaniowy. Szkoła ewangelicka została uruchomiona w 1849.
Poświęcenie kamienia węgielnego pod budowę nowej świątyni miało miejsce w 1854, a w 1856 odbyła się uroczystość poświęcenia ukończonego kościoła Świętego Ducha. Przebudowa obiektu nastąpiła w latach 1901–1915.
Kolejne budynki parafialne powstały na początku XX wieku. W 1905 oddano do użytku siedzibę domu pomocy, a rok później przy ul. Wodnej wybudowano dom parafialny.
W 1923 parafia liczyła 3500 wiernych i posiadała, oprócz kościoła, dwie kaplice, 6 sal modlitwy i 11 cmentarzy, prowadziła także dom starców. W 1926 wyremontowany został kościół i plebania.
Pierwsze nabożeństwo po zakończeniu II wojny światowej poprowadzone miało miejsce w 1949. Poprowadził je ks. Ryszard Trenkler i połączone ono było z konfirmacją 90 osób.
W kolejnych latach postępowały prace renowacyjne kościoła w celu naprawy zniszczeń wojennych. W 1959 zostały zakupione organy z nieczynnego kościoła ewangelickiego im. Cesarza Fryderyka III w Polanicy-Zdroju, a w 1963 żyrandole z kościoła w Wałbrzychu-Podgórzu. W 1977 dokonano kolejnego remontu plebanii oraz ogrodzenia. W 1979 miało miejsce pierwsze nabożeństwo ekumeniczne, w którym uczestniczyli przedstawiciele kościoła rzymskokatolickiego.
W okresie 1981–1985 przeprowadzono następny remont plebanii. W 1996 oddano do użytku i poświęcono nowy budynek domu parafialnego, położony przy ul. Podgórnej.
16 czerwca 1995 został poświęcony nowo uruchomiony Ewangelicki Dom Seniora w Zagórowie. Początkowo przyjmował pensjonariuszy wyznania ewangelickiego, później otworzył się również na wiernych innych kościołów. Działalność Domu Seniora została zakończona 30 listopada 2009 z powodów finansowych.

## Współczesność
Nabożeństwa w kościele Świętego Ducha w Koninie odbywają się w każdą niedzielę oraz święta. Ponadto do parafii przynależą następujące filiały:
- Koło – nabożeństwa w kościele ewangelickim Opatrzności Bożej w drugą i czwartą niedzielę w miesiącu oraz w święta, parafia jest także właścicielem kolskiej pastorówki.
- Sompolno – nabożeństwa w kościele ewangelickim w drugą i czwartą niedzielę w miesiącu oraz w święta.
- Zagórów – nabożeństwa w kościele ewangelickim w pierwszą i trzecią niedzielę w miesiącu oraz w święta.

Utrzymywane są partnerskie relacje z parafiami z Niemiec. Umowa o współpracy z parafią Detmold została podpisana w 1982, natomiast kontakty z parafią w Ahrensfelde prowadzone są od 2003.